# Antonio Castellaccio
Antonio 'Nino' Castellaccio (Sassari, 7 settembre 1925 – 10 luglio 1990) è stato un politico italiano.

## Biografia
Direttore didattico, impegnato in politica con il Partito Socialista Italiano. Fu eletto prima consigliere comunale a Sassari e poi consigliere regionale della Sardegna. Fu anche membro del Consiglio d'amministrazione del nucleo di industrializzazione di Porto Torres e rappresentante dell'assessore regionale alle finanze nel Comitato esecutivo del Banco di Sardegna. 
Nel 1968 fu eletto senatore della Repubblica per il PSI-PSDI Unificati nel collegio di Sassari nella V legislatura; terminò il proprio mandato parlamentare nel 1972.
Morì il 10 luglio 1990 all'età di 64 anni.